# Parmele
Parmele es un pueblo ubicado en el condado de Martin en el estado estadounidense de Carolina del Norte. La localidad en el año 2000, tenía una población de 290 habitantes en una superficie de 3.1 km², con una densidad poblacional de 94.5 personas por km².

## Geografía
Parmele encuentra ubicado en las coordenadas 35°49′2″N 77°18′44″O / 35.81722, -77.31222. Según la Oficina del Censo, la localidad tiene un área total de 3,1 km² (1,2 mi²), de la cual 3,1 km² (1,2 mi²) es tierra y 0 km² (0 mi²) (0.0%) es agua.

### Localidades adyacentes
El siguiente diagrama muestra a las localidades en un radio de 16 kilómetros (9,9 mi) de Parmele.

## Demografía
En el 2000 la renta per cápita promedia del hogar era de $20.179, y el ingreso promedio para una familia era de 21.528. En 2000 los hombres tenían un ingreso per cápita de $22.344 contra $16.964 para las mujeres. El ingreso per cápita para la localidad era de $16.976. Alrededor del 29.10% de la población estaba bajo el umbral de pobreza nacional.